# Basilika Don Bosco (Panama-Stadt)

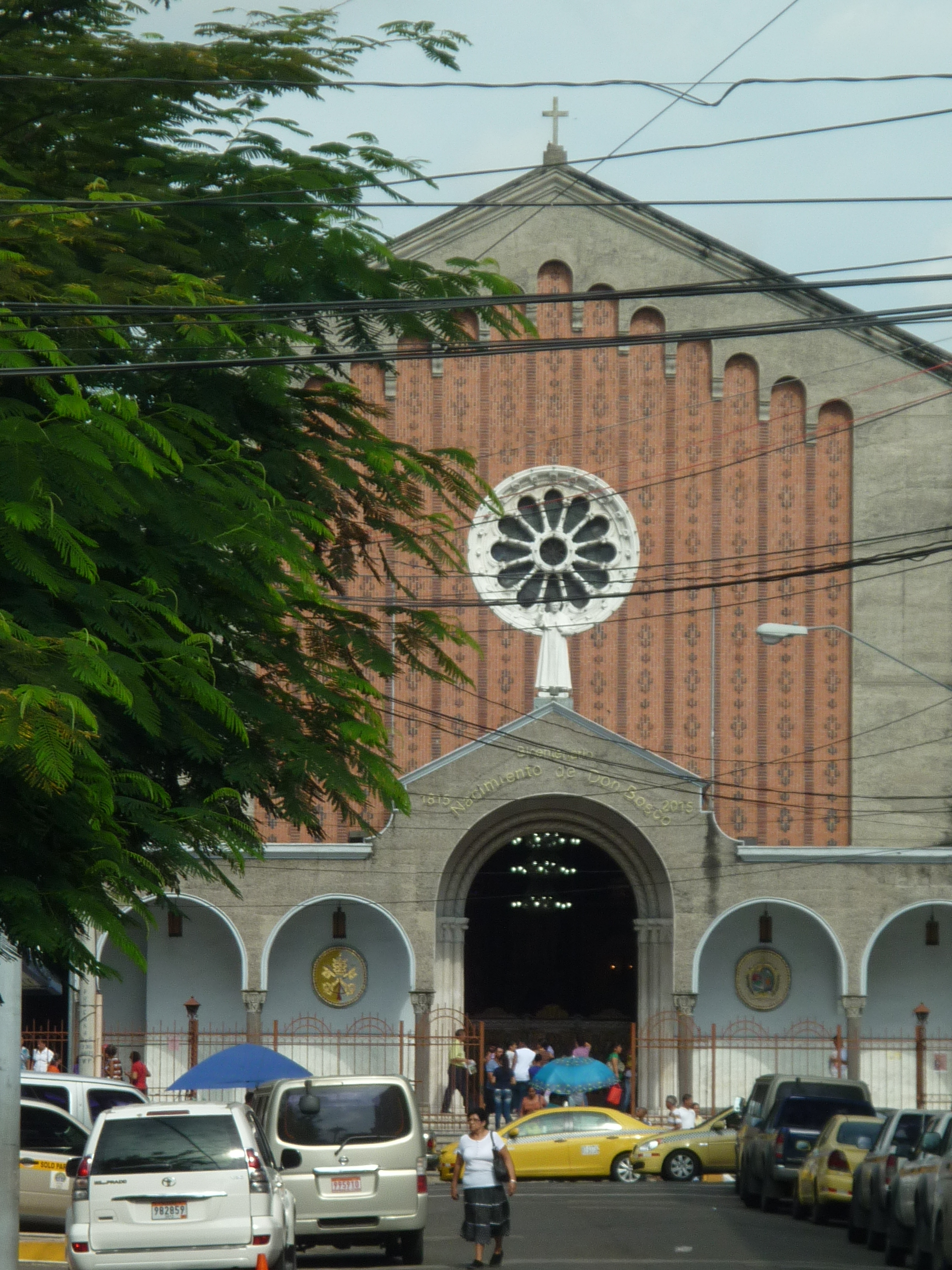
Basilika Don Bosco

Die Basilika Don Bosco ist eine katholische Kirche im Viertel Calidonia von Panama-Stadt, der Hauptstadt des gleichnamigen Landes und Sitz des gleichnamigen Erzbistums, sie trägt den Titel einer Basilica minor.
Die Kirche ist dem heiligen Johannes Bosco gewidmet, der zugleich Schutzpatron von Panama-Stadt ist. Die Kirche wurde am 19. Oktober 1988 durch Papst Johannes Paul II. zur Basilica minor erhoben. 2010 wurde der Schrein mit den Reliquien des italienischen Heiligen des 19. Jahrhunderts auf einer Prozession durch die Stadt geführt, bevor er wieder Panama verließ. Eine Urne mit Reliquien des Schutzheiligen wurde 2016 nach Panama gesandt und wird seit dem 6. Mai 2017 in einer neu gebauten Kapelle der Basilika aufbewahrt.
Der Saalbau mit einer flachen Kassettendecke ist vom italienischen Architekturstil geprägt. Auf dem Grundriss eines lateinischen Kreuzes werden sowohl der Chor als auch die beiden Seitenschiffe mit Altären in runden Apsiden abgeschlossen. Der Chor besitzt ein Gewölbe mit einer Christusdarstellung als Fresko und Bleiglasfenster. Der Campanile steht links seitlich vom Eingang. Jährlich am 31. Januar findet von der Basilika aus eine Prozession mit etwa 25.000 Teilnehmern durch die Straßen der Stadt statt.